# سيمون جوردن
سيمون جوردن (بالإنجليزية: Simon Jordan)‏ هو رائد أعمال بريطاني، ولد في 24 سبتمبر 1967 في ثورنتون هيث ‏ في المملكة المتحدة.